# Cmentarz żydowski w Parczewie
Cmentarz żydowski w Parczewie – kirkut powstał przed rokiem 1633. W czasie okupacji hitlerowskiej Niemcy mordowali na jego terenie Żydów. Niemcy doszczętnie zniszczyli nekropolię. Nie zachowała się na niej żadna macewa. Po wojnie na jego terenie władze miejskie urządziły park. W 1979 odsłonięto na nim pomnik ofiar wojny.